# Resolución 1421 del Consejo de Seguridad de las Naciones Unidas
Resolución 1421 del Consejo de Seguridad de las Naciones Unidas, aprobada por unanimidad el 3 de julio de 2002, tras recordar todas las resoluciones anteriores sobre el conflicto en la antigua Yugoslavia, en particular las resoluciones 1357 (2001), 1418 (2002) y 1420 (2002), el Consejo, actuando en virtud del Capítulo VII de la Carta de las Naciones Unidas, alargó el mandato de la Misión de las Naciones Unidas en Bosnia y Herzegovina (UNMIBH) y autorizó la continuación de la Fuerza de Estabilización (SFOR) hasta el 15 de julio de 2002. 
Al igual que con la Resolución 1420, Estados Unidos expresó su preocupación por los "procesamientos politizados" de sus fuerzas de paz ante la Corte Penal Internacional (CPI), cuya jurisdicción el país no aceptó y cuyo Estatuto entró en vigor el 1 de julio de 2002. 